# 1231
1231 (MCCXXXI) je bilo navadno leto, ki se je po julijanskem koledarju začelo na sredo.

## Dogodki

### Evropa
- 13. april - Papež Gregor IX. izda bulo Parens scientiarum, s katero podeli Univerzi v Parizu popolno avtonomnost v odnosu do lokalnih civilnih in cerkvenih oblasti. S to bulo se konča dvoletna stavka pariških študentov.
- 7. maj - Umrlo burgundsko in meranijsko grofico Beatriko II. nasledi sin Oton III. iz hiše Andeških.
- 26. maj - Švica: nemški kralj Henrik, sin Friderika Hohenstaufna (II.), podeli kantonu Uri cesarske svoboščine, s katerimi je kanton podrejen neposredno cesarju, brez ostalih fevdalnih razmerij.

- 1. september - Sicilski kralj Friderik Hohenstaufen potrdi sprejem zakonodajnih Melfijskih zakonov (Liber Augustalis).
- 15. september - Umorjenega bavarskega vojvodo in renskega palatinskega grofa Ludvika I. nasledi sin Oton II., oba iz hiše Wittelsbaških. Motiv za umor ni znan, ker so spremljevalci morlica do smrti linčali na mestu umora.
- 3. november - Sedemdesetletnega poljskega vojvodo Vladislava III. Tenkonogega najverjetneje med poskusom posilstva v samoobrambi ubije mladoletno dekle. Njegovi dvorniki poskušajo ta uboj prikriti z naravnim vzrokom smrti.
- 17. november - Po smrti mlade madžarske princese in turinške mejne grofice Elizabete Ogrske, ki se je bila popolnoma predala karitativni dejavnosti, se v kraju njenega delovanja (na grobu, cerkvi in v bolnišnici) začno dogajati  čudeži.
- 28. november - Med lovom je po nesreči smrtno ranjen danski kronski princ Valdemar mlajši. Nov dedič danske krone s tem postane njegov mlajši polbrat Erik IV.
- Papež Gregor IX. ustanovi papeško inkvizicijo. Centralizacija inkvizicije je odgovor na neuspeh lokalnih škofovskih inkvizicij. Zaupana je dominikancem in frančiškanom. Zasliševanje z mučenjem je v tej prvi obliki papeške inkvizicije še prepovedano.
- Madžarski nadškof Robert iz Esztergoma izobči kralja Andreja II., ker je v upravi zaposloval tudi jude in muslimane. Papež Gregor IX. nadškofovo odločitev razveljavi, saj je samo papež pristojen za izobčitev kraljev.
- Rekonkvista: kralj Kastilije in Leóna Ferdinand III. osvoji muslimanski mesti Cazorla in Quesada.
  - Istega leta zaveže Jude, da morajo v javnosti nositi vidno znamenje (kolesce na naprsju). Judje iz Kastilije se temu upro in emigrirajo v muslimanski del Španije. Ker je papež Gregor IX. mnenja, da ta ukrep krepi muslimane, ga razveljavi.
  - Sklenjen je Capdeperski sporazum med aragonskim (in po novem majorškim) kraljem Jakobom I. in kadijem Balearskega otoka Minorka. Jakob I. pusti muslimanom na Minorki popolno avtonomijo v zameno za priznanje njegove nadoblasti. Konec → 1287
- Križniki ustanove mesto Thorn v Chelminskem (Kulmerland).
- Valižanski kralj Gwynedda Llywelyn Veliki napade kambronormansko Valižansko marko in se s tem maščuje za  naklepen umor nekaterih svojih baronov.

### Azija

#### Mongolska osvajanja
- Mongolski vojska v velikosti treh tumen (30.000 bojevnikov)  osvaja preostalo Perzijo. Invazijo, ki poteka brez resnega odpora, vodi general Čormagan. Manjši odcepljeni oddelek iste vojske je enako uspešen v Afganistanu. S tem je celotna Perzija vključena v Mongolski imperij.
- Na Kitajskem vrhovni kan Ögedej vodi mongolsko invazijo proti cesarstvu Jin. Po nekaj porazih se džurčenska vojska skupaj z begunci pomakne na jug proti prestolnici Kaifeng. 1232 ↔
- Ögedej ukaže invazijo na Korejo. Korejci se srdito upirajo brutalnim mongolskim napadom, vendar se z mongolsko zasedbo prestolnice Kaesong predajo. Mongoli, ki so tudi utrpeli velike izgube, zahtevajo izjemno visoke tributarne dajatve, nakar se glavnina mongolske vojske umakne s Korejskega polotoka. 1232 ↔

#### Ostalo po Aziji
- 9. april - Hangzhou, Južni Song: peščeni vihar in požar, ki mu sledi, uničita velik del mesta.
- Po enoletnem begu in skrivanju je iz zasede ubit zadnji horezmijski šah Džalal ad-Din.
- Oguška zveza plemen Kayi, ki ga vodi kan Ertuğrul, osvoji bizantinsko (nikejsko) mesto Thebasion z zalednjem v Marmarske regije in vstopi v tributarno zvezo s seldžuškim Sultanatom Rum.
- Delhijski sultan Iltutmiš po enoletnem obleganju osvoji mesto Gwalior, Madja Pradeš.
- Umrlega velikega mojstra vitezov hospitalcev Garina de Montaiguja nasledi Bertrand de Thercy, 15. veliki mojster vitezov hospitalcev po seznamu.
- Vojna Lombardov: rimsko-nemški cesar in samokronani jeruzalemski kralj Friderik II. namesti za regenta v križarskem Zamorju maršala Rikarda Filangierija. Tej namestitvi se upre staro križarsko plemstvo, ki se združi okoli dotakratnega regenta Ivana Ibelinskega, barona Bejruta. Ibelini nadzorujejo Bejrut, Cezarejo, arsuf in prestolnico Akkon. 1232 ↔

## Rojstva
- 17. marec - cesar Šidžo, 87. japonski cesar († 1242)
- Beatrika Provansalska, grofica Provanse, sicilska kraljica († 1267)
- Filip Kastiljski, princ, nadškof Sevilije († 1274)
- Guo Šoudžing, kitajski astronom, hidrolog, matematik († 1316)
- Henrik III., brabantski vojvoda († 1261)
- Ivan Burgundski, grof Charolaisa, baron Bourbona, začetnik hiše Bourbonskih († 1268)
- Marino Zorzi, 50. beneški dož († 1312)

## Smrti
- 7. maj - Beatrika II., burgundska grofica (* 1191)
- 13. junij - Fernando de Bulhões - sveti Anton Padovanski, portugalski frančiškan, teolog, svetnik (* 1195)
- 28. avgust - Eleanora Portugalska, princesa, danska kraljica (* 1211)
- 15. september - Ludvik I., bavarski vojvoda (* 1173)
- 3. november:
  - Vilijem iz Auxerra, francoski teolog in filozof (* 1150)
  - Vladislav III. Tankonogi, poljski vojvoda (* 1161)
- 6. november - cesar Cutimikado, 83. japonski cesar (* 1196)
- 17. november - Elizabeta Ogrska, madžarska princesa, turinška mejna grofica, svetnica (* 1207)
- 25. december - Folquet de Marselha, okcitanski trubadur, škof Toulousa, križar (* 1150)
- 28. november - Valdemar mlajši, danski kronski princ (* 1209)
- Abdul Al-Latif Al-Baghdadi, arabski zdravnik in popotnik iz Bagdada (* 1162)
- Bertrand de Thercy, 15. veliki mojster vitezov hospitalcev
- Džalal ad-Din, zadnji horezmijski šah (* 1199)
- Majnhard II., goriški in tirolski grof (* 1160)